# وال آوری
وال آوری (انگلیسی: Val Avery با نام اصلی سِبو در آبراهامیان انگلیسی: Sebouh Der Abrahamian; ۱۴ ژوئیهٔ ۱۹۲۴ – ۱۲ دسامبر ۲۰۰۹) یک بازیگر اهل آمریکایی ارمنی‌تبار بود. در ۵۰ سال فعالیت هنری در بیش از ۱۰۰ فیلم و در بیش از ۳۰۰ مجموعه تلویزیونی نقش آفرینی کرد.
وی در جنگ جهانی دوم در خدمت نمود.

## زندگی شخصی
وال آوری و مارگو استیونسن در سال ۱۹۵۳ با هم ازدواج کردند و تا آخر عمر در کنار هم زندگی کردند. آنها یک دختر به نام مارگو آوری دارند که او نیز بازیگر است.

## درگذشت
در روز ۱۲ دسامبر ۲۰۰۹ در سن ۸۵ سالگی در منزلش در دهکده گرینویچ ایالت نیویورک درگذشت.

## بخشی از فیلم‌شناسی
از فیلم‌ها یا برنامه‌های تلویزیونی که وی در آن نقش داشته است می‌توان به آثار زیر اشاره کرد.
- هرچه سخت‌تر زمین‌می‌خورند (۱۹۵۶) در نقش Frank (در عنوان بندی نیامده)
- تابستان گرم و طولانی (۱۹۵۸) در نقش Wilk (در عنوان بندی نیامده)
- آخرین قطار گان هیل (۱۹۵۹) در نقش Steve, Horseshoe Bartender'
- هفت دلاور (۱۹۶۰) در نقش Henry
- مرثیه برای یک سنگین‌وزن (۱۹۶۲) در نقش Young fighter's promoter
- هاد (فیلم) (۱۹۶۳) در نقش Jose
- عشق با غریبه مطلوب (۱۹۶۳) در نقش Stein (در عنوان بندی نیامده)
- نوادا اسمیت (۱۹۶۶) در نقش Buck Mason
- چهره‌ها (۱۹۶۸) در نقش Jim McCarthy
- نقطه گریز (فیلم ۱۹۷۱) (۱۹۷۱) در نقش Police Officer (در عنوان بندی نیامده)
- نوارهای اندرسون (۱۹۷۱) در نقش Parelli
- پاپیون (فیلم ۱۹۷۳) (۱۹۷۳) در نقش Pascal
- رولت روسی (فیلم) (۱۹۷۵) در نقش Henke
- هری و والتر به نیویورک می‌روند (۱۹۷۶) در نقش Chatsworth
- قهرمانان (فیلم ۱۹۷۷) (۱۹۷۷) در نقش Bus Driver
- گلوریا (فیلم ۱۹۸۰) (۱۹۸۰) در نقش Sill
- برگزیده (فیلم ۱۹۸۱) (۱۹۸۱) در نقش Teacher
- کبرا (فیلم ۱۹۸۶) (۱۹۸۶) در نقش Chief Halliwell
- یک ماهی در وان حمام (۱۹۹۹)
- بلوبری (فیلم) (۲۰۰۴) در نقش Judge (final film role)

## پیوند به‌ بیرون
وال آوری در بانک اطلاعات اینترنتی فیلم‌ها‌
وال آوری در آل مووی
وال آوری در بانک اطلاعات اینترنتی برادوی
وال آوری در بایگانی لورتل